# 郭东亚
郭东亚（1937年—），河南嵩县人，中国人民解放军将领、中国人民解放军海军中将。 
1996年，授予中国人民解放军海军中将，曾任海军航空兵部政治委员。